# David Sánchez Rodríguez
David Sánchez Rodríguez (Sevilla, 25 de juliol de 1982) és un futbolista andalús, que hi juga de migcampista. Actualment (temporada 2011-12) juga al Club Esportiu Atlètic Balears de Palma (Mallorca, Illes Balears).

## Trajectòria
Format a les pedreres del Sevilla FC i del FC Barcelona (amb qui debutaria a la Champions League 02/03 contra al Club Brugge), debuta a la primera divisió a la campanya 03/04, a les files de l'Albacete Balompié. Al conjunt manxec, tot i ser cedit mitja temporada al Deportivo Alavés, aniria guanyant pes i assoliria la titularitat, fins a disputar 36 partits la temporada 06/07. El juliol de 2007 fitxa pel Nàstic de Tarragona, on no té massa regularitat, i a l'any següent, marxa a la competició romanesa per militar al FC Timişoara.